# Бувальцев, Иван Александрович
Иван Александрович Бувальцев (род. 17 ноября 1958, Смоляниново, Шкотовского района, Приморского края) — российский военачальник, начальник Главного управления боевой подготовки Вооружённых сил Российской Федерации с июля 2013 года. Генерал-полковник (22.02.2019). Заслуженный военный специалист Российской Федерации (2013).

## Биография

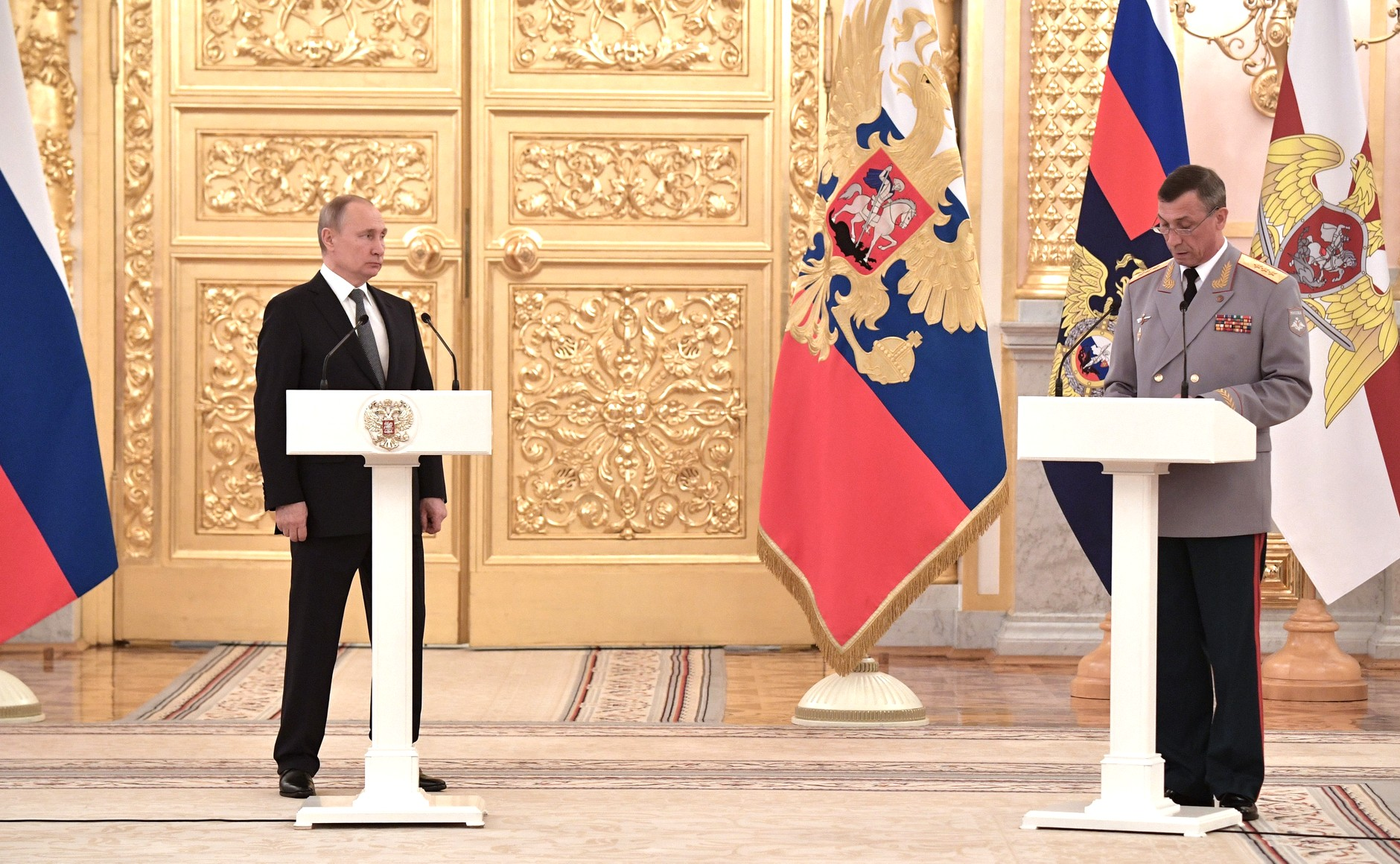
С Президентом России Владимиром Путиным. Москва, Кремль, 11 апреля 2019 года

Родился в семье военнослужащего 17 ноября 1958 года в посёлке Смоляниново Шкотовского района Приморского края.
В Вооружённых силах СССР с 1975 года. Окончил Благовещенское высшее танковое командное училище имени Маршала Советского Союза К. А. Мерецкова в 1979 году. Служил командиром взвода, командиром роты, начальником цикла тактической подготовки в Дальневосточном и Киевском военных округах. В 1990 году окончил Военную академию бронетанковых войск имени Маршала Советского Союза Р. Я. Малиновского. С 1990 года служил в Западной группе войск (Германия) командиром танкового батальона и с 1992 — начальником штаба — заместителем командира танкового полка. С 1995 по 1998 год — командир танкового полка, с июля 1999 года — командир 27-й отдельной гвардейской мотострелковой Севастопольской Краснознамённой бригады (дислоцировалась в Москве), с июня 2001 по июнь 2004 года — командир 10-й гвардейской Уральско-Львовской танковой дивизии в Московском военном округе (дислоцировалась в городе Богучар Воронежской области). С 2004 по 2006 годы — начальник управления боевой подготовки Московского военного округа. Участник боевых действий в Чеченской Республике, воевал на второй чеченской войне. Генерал-майор (2002).
В 2008 году окончил Военную академию Генерального штаба Вооружённых Сил Российской Федерации. С июля 2008 — первый заместитель начальника Главного управления боевой подготовки и службы войск Вооружённых сил Российской Федерации. С января по ноябрь 2010 — начальник штаба — первый заместитель командующего войсками Ленинградского военного округа. С ноября 2010 — помощник начальника Генерального штаба Вооружённых сил Российской Федерации по управлению войсками. С июля 2011 — заместитель командующего войсками Западного военного округа. С февраля 2013 — заместитель Главнокомандующего Сухопутными войсками – начальник Главного управления боевой подготовки Сухопутных войск. Генерал-лейтенант (20.02.2013).
Указом Президента Российской Федерации в июле 2013 года назначен начальником Главного управления боевой подготовки Вооружённых сил Российской Федерации.

## Награды
- орден Мужества (1995);
- орден «За военные заслуги» (1997);
- орден Дружбы (2017);
- медаль «За воинскую доблесть» I степени;
- медаль «За укрепление боевого содружества»;
- медаль «Участнику военной операции в Сирии»;
- медаль «За освобождение Пальмиры»;
- медаль «Боевое содружество» (Сирия);
- другие медали;
- «Заслуженный военный специалист Российской Федерации» (2013).

## Семья
Вдовец, имеет дочь и сына.